# バンブク

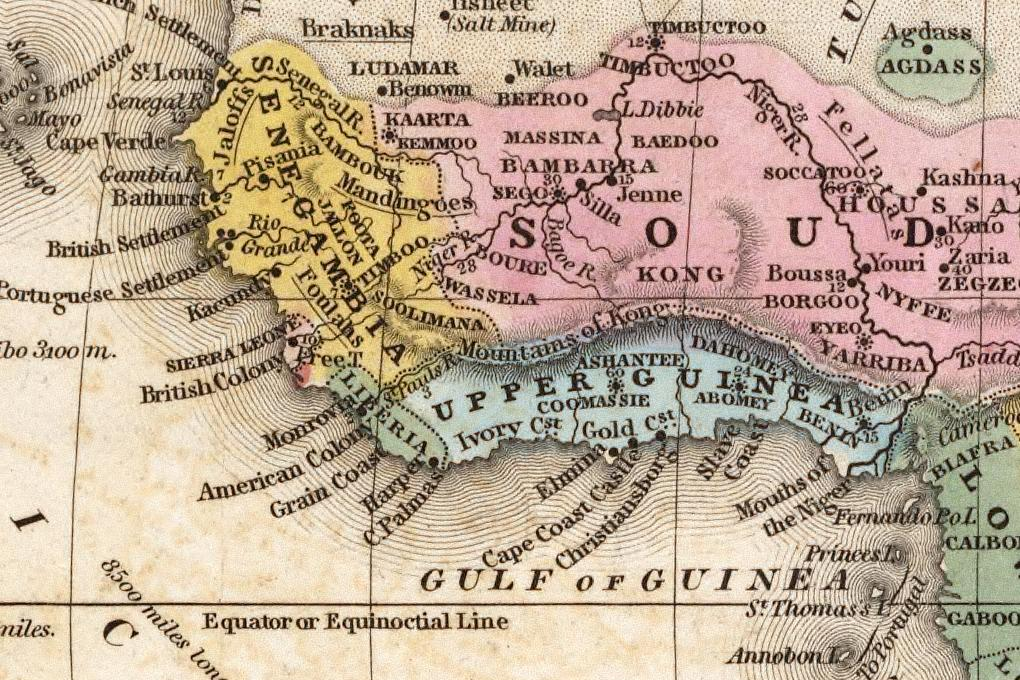
サミュエル・オーガスタス・ミッチェルによる1839年の地図上のバンブク(セネガンビア北東部)

バンブク（Bambouk） は西アフリカの歴史的地域。バンブクはセネガル川の二つの支流、 西側にあるファレメ川 と東側のバフィン川の間に位置する。その領域は現在のセネガルとマリの西部にまたがっており、主にカイ州のケニエバ圏に位置している。

バンブクの金資源は実際にそうであるか、または過大評価であるかに関わらず、中世より当初はアラブ世界で、その後はヨーロッパで名声を確立した。「アフリカのペルー」と称されたこともあった。

## 歴史

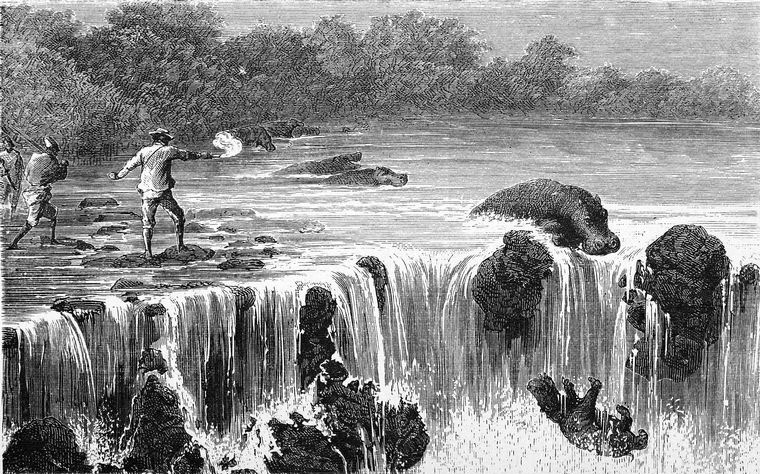
「バンブクのセネガル川の滝」(1872年)

12世紀、アラブの地理学者である イドリースィー はバンブク地域を長さ300マイル 、幅150マイルの島として表現した。これは二つの川と領土の面積を考慮すると、後の時代から見てもかなり適切な説明である。

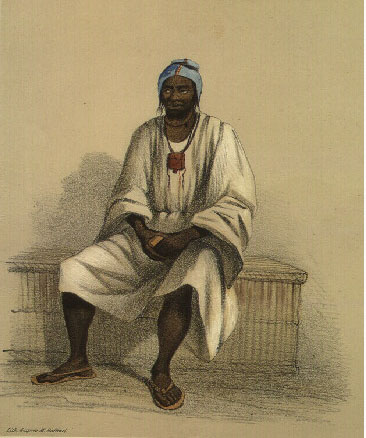
バンブクのマンディンゴ (1846年)

ポルトガル人は1550年にバンブクに到着したが、疫病や金の採掘をめぐった競争、地元住民との敵対によって勢力を弱めた。
バンブクは山岳地帯で、主にマンディンゴ人の居住する小さな村が点在している。逃亡奴隷はしばしばバンブクに避難した。これらのコミュニティはブンドゥやカッソなどの中央集権化された周辺諸国の侵入に対して戦うために団結することはあったが、比較的自律的であった。
フランス商人は18世紀からバンブクに進出したが、恒久的にバンブクに定着することはできなかった。1714年にはアンドレ・ブルーが扇動したことによってセネガル会社がファレメ川の左岸にサン・ピエール砦を建設した。1724年にはフランスが二カ所の商館を設置した。一つは タンバウラ金鉱付近に位置していた。しかし、これらの鉱脈を利用する試みは次々と失敗した。1732年には商館が放棄され、1759年には砦が放棄された。19世紀初頭、フランス人は新たな試みを行った。ガラム会社は1824年にファレメに交易所を設立したが、1841年には放棄した.次にフェデルブは1858年から1860年に遠征を組織したが、これは挫折した。1887年、ガリエニが調印した条約により「バンブクの首長たちは自らの国がフランス領スーダンの一部であることを認め、フランス共和国の保護下に置かれる」 こととなった。
独立以降はバンブクはマリとセネガルの間で分割された.

## 関連記事
- マリの歴史
- セネガルの歴史
- タンバウラの断崖